# Goddelijke voorzienigheid

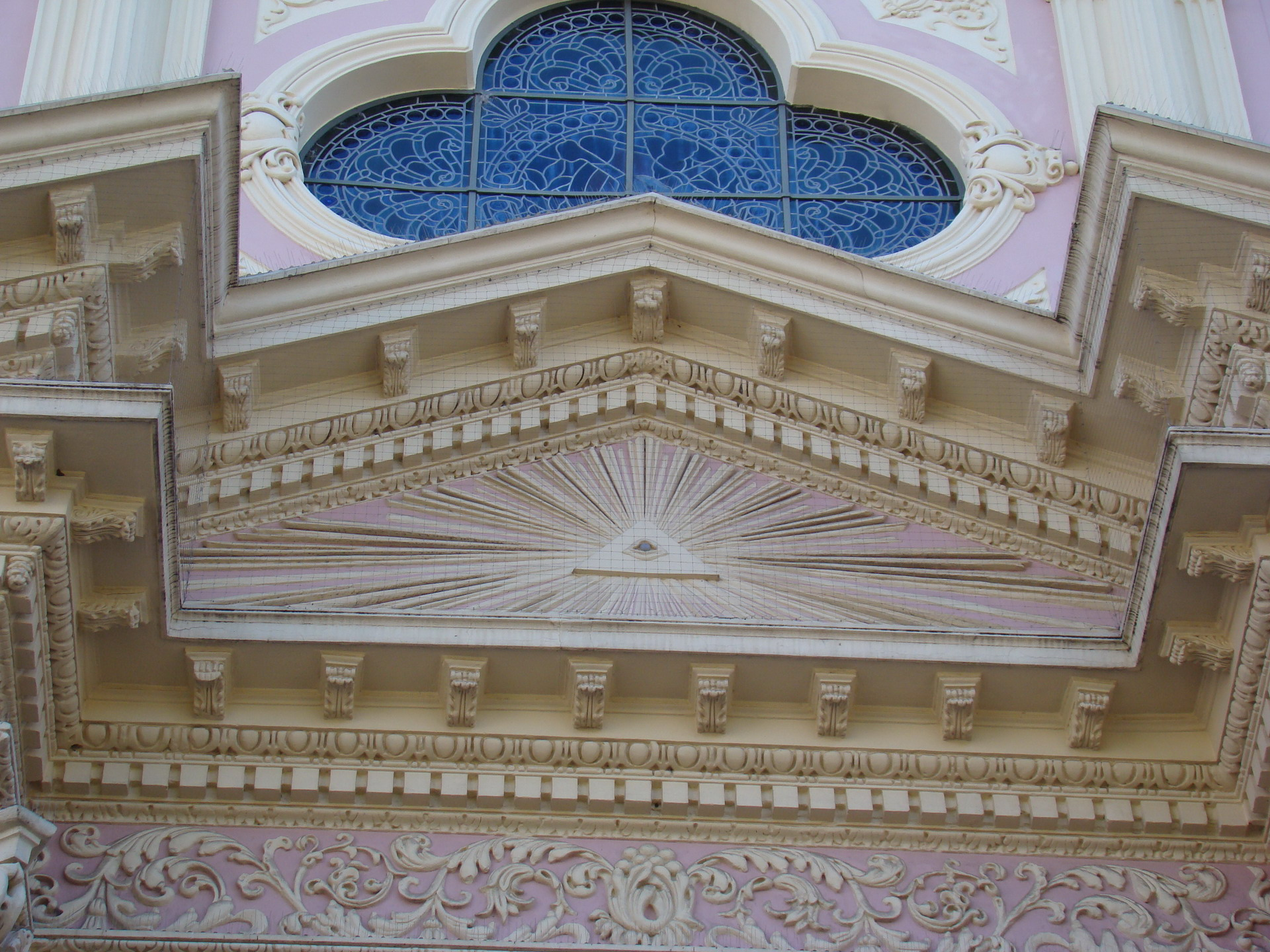
Alziend oog in een kerk in Argentinië

Voorzienigheid Gods of Goddelijke voorzienigheid is een in de klassieke oudheid en later in het christendom gebruikte term waarmee de veronderstelde universele almacht en handelende aanwezigheid van een God in de wereld wordt aangeduid. In de theologie wordt de voorzienigheid ook wel aangeduid met Providentia Dei.
De voorzienigheid is een klassiek onderwerp uit de protologie, waarin wordt gesproken over de schepping (creatio ex nihilo), het in stand houden van de schepping (creatio continua, conservatio mundi), de voorzienigheid (providentia Dei), de genadeleer en de voorbestemming van de mens tot het heil (heilseconomie) en de vrijheid van Schepper versus de mens (concursus divinus).
Al in het Oude Testament wordt de voorzienigheid Gods genoemd, onder andere in het boek uit de Septuagint Wijsheid van Salomo: "God bewaakt en bestuurt in zijn voorzienigheid alles wat Hij geschapen heeft 'door machtig van het ene einde tot het andere te reiken en alles op voortreffelijke wijze te besturen'

## Katholieke theologie
De Catechismus van de Katholieke Kerk formuleert het als volgt:
De schepping heeft haar eigen goedheid en volmaaktheid, maar ze is niet geheel voltooid uit de handen van de Schepper gekomen. Ze is geschapen in een staat van op-weg-zijn (in statu viae) naar een nog te verwachten, uiteindelijke voltooiing, waartoe God haar bestemd heeft. Wij noemen de beschikkingen waarmee God zijn schepping naar deze volmaaktheid leidt, goddelijke voorzienigheid.
De goddelijke voorzienigheid bestaat uit de beschikkingen waardoor God met wijsheid en liefde al de schepselen naar hun uiteindelijk doel leidt.

## Protestantse theologie
In de gereformeerde Heidelbergse Catechismus wordt de Goddelijke voorzienigheid in Zondag 10 als volgt beschreven:
De almachtige en alomtegenwoordige kracht Gods, door welke Hij hemel en aarde, mitsgaders alle schepselen, gelijk als met Zijn hand nog onderhoudt, en alzo regeert, dat loof en gras, regen en droogte, vruchtbare en onvruchtbare jaren, spijze en drank, gezondheid en krankheid, rijkdom en armoede, en alle dingen, niet bij geval, maar van Zijn Vaderlijke hand ons toekomen.
Als vervolg daarop staat ook genoteerd wat het nut is van het feit dat de christenen weten dat de God waar zij in geloven, de hele aarde gemaakt heeft en met Zijn voorzienigheid onderhoudt:
Dat wij in allen tegenspoed geduldig, in voorspoed dankbaar zijn mogen, en in alles dat ons nog toekomen kan, een goed toevoorzicht hebben op onzen getrouwen God en Vader, dat ons geen schepsel van Zijn liefde scheiden zal, aangezien alle schepselen alzo in Zijn hand zijn, dat zij tegen Zijn wil zich noch roeren, noch bewegen kunnen.